# 陶德·威廉斯 (电影制作人)
陶德·威廉斯（英語：Tod Williams，本名：Tod Culpan "Kip" Williams，1968年9月27日—）是一名美國導演、監製和編劇。他最出名是執導2010年的恐怖電影《午夜來嚇》。

## 電影作品
- 《The Adventures of Sebastian Cole（英语：The Adventures of Sebastian Cole）》（1998年）
- 《寡居的一年》（2004年）
- 《Wings Over the Rockies》（2009年）——短片
- 《午夜來嚇》（Paranormal Activity 2）（2010年）
- 《喪屍手機》（Cell）（2016年）

## 外部連結
- 陶德·威廉斯在互联网电影资料库（IMDb）上的資料（英文）
- 陶德·威廉斯在豆瓣上的资料（简体中文）